# صبار نجمي مزين
صبار نجمي مزين (الاسم العلمي:Astrophytum ornatum) هو نوع من النباتات يتبع جنس الصبار النجمي من الفصيلة الصبارية.